# Gornji Ranković
Gornji Ranković (szerbül: Горњи Ранковић), település Bosznia-Hercegovinában, a Szerb Köztársaságban, Teslić községben. Jugoszlávia felbomlása és a bosznia-hercegovinai háború idején Gornji Ranković bosnyák többségű lakossága a Hranković nevet kezdte használni a településre, amelyet a helyiek a mai napig használnak.

## Fekvése
A település Bosznia-Hercegovina középső részének északi szélén, Dobojtól légvonalban 27, közúton 33 km-re nyugat-délnyugatra, községközpontjától légvonalban 6, közúton 9 km-re nyugatra, a Mala Usorától északra fekvő dombvidéken, 230-416 méteres magasságban található. 

## Népessége
| Nemzetiségi csoport | Népesség 1991 | Népesség 2013 |
| ------------------- | ------------- | ------------- |
| Szerb               | 57            | 89            |
| Bosnyák             | 1179          | 613           |
| Horvát              | 0             | 1             |
| Jugoszláv           | 4             | 0             |
| Egyéb               | 9             | 67            |
| Összesen            | 1249          | 770           |

## Története
Ranković település 1878-ig tartozott az Oszmán Birodalomhoz, ekkor a berlini kongresszus határozata alapján az Osztrák-Magyar Monarchia része lett. 1879-ben az első osztrák-magyar népszámlálás során a Tešanji járáshoz és Ranković községhez tartozó Ranković településnek 69 háztartása, 306 muszlim és 164 ortodox lakosa volt. 1910-ben a Tešanji járáshoz tartozó Rankovići településen 110 háztartást, 451 muszlim és 227 ortodox lakost találtak. A monarchia szétesésével 1918-ban előbb a Szerb-Horvát-Szlovén Királyság, majd 1929-től a Jugoszláv Királyság része lett. 1921-ben a Tešanji járáshoz tartozó Rankovići községnek 651 lakosa volt, közülük 421 muszlim és 230 ortodox szerb volt. Az 1929-es törvény értelmében, amikor Bosznia-Hercegovinát négy banovinára, Drinskára, Vrbaskára, Zetskára és Primorskára osztották, a település a Vrbaska banovina része lett, amelynek székhelye Banja Luka volt. 
Jugoszlávia megszállása után a Független Horvát Állam (NDH) része lett. A második világháború után 1992-ig a település a szocialista Jugoszlávia keretében a Bosznia-Hercegovinai Népköztársaság része volt. A boszniaia háború idején a település muszlim lakosságát elűzték, és csak 2000 körül térhettek vissza. A boszniai háborút lezáró daytoni békeszerződés rendelkezése alapján az ország területét felosztották a Bosznia-hercegovinai Föderáció és a boszniai Szerb Köztársaság között. A háború utáni területmegosztáskor a Szerb Köztársaság területéhez és Teslić községhez csatolták. A daytoni békemegállapodás után a település útjainak nagy részét leaszfaltozták, és összeköttetésbe hozták az M-4-es autópályával, valamint a környező Gornji Teslić és Memic Brdo településekkel.

## Oktatás
A településen egy alsó tagozatos általános iskola működik, mely a đulići „Ivo Andrić” Általános Iskola regionális iskolája.

## Nevezetességei
A települése mecsete 1967-ben nyílt meg. 1992. augusztus 3-án az épületet felrobbantották. Az új mecset alapkövének letétele 2002. június 20-án történt. A mecset ünnepélyes megnyitójára 2003. augusztus 9-én került sor.